# Obsession (attrice pornografica)
Obsession (Portland, 29 settembre 1976) è un'ex attrice pornografica statunitense.

## Biografia
Iniziò la carriera nel settore della pornografia a 19 anni, nel 1995, dopo aver terminato gli studi.
Per ragioni economiche, dopo aver visto i lavori softcore di HBO, rispose ad un annuncio per un servizio fotografico pubblicato su LA Weekly, un settimanale di Los Angeles. Successivamente decise di provare anche il genere hardcore e girò la sua prima scena insieme a Mr. Marcus, famosa pornostar afroamericana di sesso maschile. Nel suo primo anno di attività nel settore pornografico, girò solamente scene accanto a Mr. Marcus
La sua particolare carnagione è dovuta al fatto che sua madre è caucasica mentre suo padre è afroamericano. È stata soprannominata "La Jenna Jameson nera".
Obsession ha un discreto numero di tatuaggi e piercing, il più appariscente è un tatuaggio con scritto il suo nome appena sopra il suo seno destro. Ha dei piercing sui suoi capezzoli, su una delle arcate sopraccigliari e sulla lingua.
Nel novembre del 2000, apparve in un episodio del reality show televisivo Blind Date, inoltre è comparsa in diversi video dedicati alla musica rap, come Sex and the Studio (prodotto da Digital Underground, con Lacey Duvalle), Snoop Dogg's Doggystyle, Hip Hop and Porn Stars .
Obsession si è ritirata dall'industria pornografica nel 2005, dopo aver girato più di 300 film.

## Filmografia
- Black Butt Sisters Do Chicago (1995)
- Black Lube Job Girls (1995)
- Black Sensations: Models in Heat (1995)
- Joey Silvera's Fashion Sluts 5 (1995)
- My Baby Got Back 7 (1995)
- All That (1996)
- Black and Booty-full (1996)
- Black Butt Sisters Do Seattle (1996)
- Black Hollywood Amateurs 18 (1996)
- Black Hollywood Amateurs 22 (1996)
- Black Jack City 6 (1996)
- Black Snatch (1996)
- Blackyard Boogie 1 (1996)
- Dirty Dirty Debutantes 2 (1996)
- Dirty Tricks 2 (1996)
- Freaknic (1996)
- Get It Off (1996)
- H.T.'s Black Street Hookers 2 (1996)
- Hardcore Confidential 2 (1996)
- Inner City Black Cheerleader Jungle Jerk-off (1996)
- Inner City Black Cheerleader Search 1 (1996)
- Kink 3 (1996)
- My Black Ass (1996)
- Suzi Bungholee-O (1996)
- Waiting To XXX Hale (1996)
- Black Carnal Coeds 1 (1997)
- Black Cherry Coeds 2 (1997)
- Black Cum-on Lines 1 (1997)
- Black Fantasies 19 (1997)
- Black Nurses 1 (1997)
- Black Play Things (1997)
- Black Snatch 3 (1997)
- Boob Tube (1997)
- Chocolate Covered Cherry Poppers 3 (1997)
- Cock Hounds (1997)
- Coed Cocksuckers 3 (1997)
- Crack Whores Of America (1997)
- Dirty Sluts 1 (1997)
- Fresh Hot Babes 7 (1997)
- Fresh Hot Babes 8 (1997)
- Girlz 'n Da Hood 7 (1997)
- Mr. Marcus' Neighborhood 1 (1997)
- Nightlife 2 (1997)
- Sin-a-matic 3 (1997)
- Sweet Honey Buns 1 (1997)
- Sweet Honey Buns 2 (1997)
- Twisted Tramps (1997)
- Up Your Ass 5 (1997)
- Wet Spot (1997)
- World's Luckiest Man (1997)
- 24/7 18: What's Crackin'(1998)
- 33 Girl Jam (1998)
- Anal After Hours (1998)
- Anal Pool Party 2 (1998)
- Aphrodisiacs (1998)
- Attitude (1998)
- Black Angels 1 (1998)
- Black Bangin (1998)
- Black Beach Patrol 3 (1998)
- Black Carnal Coeds 3 (1998)
- Black Cheerleaders 2 (1998)
- Black Coeds 1 (1998)
- Black Coeds 2 (1998)
- Black Erotic Moments 5 (1998)
- Black Horizon (1998)
- Black Knockers 41 (1998)
- Black Knockers 43 (1998)
- Black Knockers 52 (1998)
- Black Knockers 56 (1998)
- Black Office Temps (1998)
- Black Pepper (1998)
- Black Snatch 4 (1998)
- Black Snatch 5 (1998)
- Black Tails 1 (1998)
- Black Video Virgins 4 (1998)
- Black Wives (1998)
- Blowjob Adventures of Dr. Fellatio 13 (1998)
- Blowjob Adventures Of Dr. Fellatio 5 (1998)
- Booty Talk 3 (1998)
- Bootylicious 21: Don't Hate Me Cuz I'm Bootyful (1998)
- Bootylicious 24: Gettin Jiggy Wid It (1998)
- Bow Down Back Street 2 (1998)
- Bunghole Harlots 4 (1998)
- Butter Milk Bottum (1998)
- Casting Couch (1998)
- Cumback Pussy 12 (1998)
- Cumm Sistas 4 (1998)
- Cumm Sistas 5 (1998)
- Deep In The Crack (1998)
- Dripping Wet (1998)
- Ebony Muff Divers 1 (1998)
- Fade 2 Black 2 (1998)
- Filthy Attitudes 3 (1998)
- Girl's Affair 25 (1998)
- Girls Next Door (1998)
- Hot Bods And Tail Pipe 5 (1998)
- Hot Chocolate 1 (1998)
- I Swallow 1 (1998)
- Interracial Fellatio 4 (1998)
- Interracial Fever (1998)
- It Don't Matter, Just Don't Bite It 5 (1998)
- Jackie Browneye (1998)
- License To Ass Fuck (1998)
- Lipstick Lesbians 5: Lesbian Orgy (1998)
- Luscious Latinas 1 (1998)
- Mojo Booty (1998)
- My Obsession (1998)
- Only the A-Hole 3 (1998)
- Playerz (1998)
- Pure Chocolate 2 (1998)
- Put It In Reverse (1998)
- Rectal Rooters (1998)
- Shades Of Sex 1 (1998)
- Shades of Sex 3 (1998)
- Shut Up and Blow Me 5 (1998)
- Sista 9 (1998)
- Spantaneeus Combustion (1998)
- Spanteneeus Xtasty 551: Fluffers (1998)
- Stella Got Her Groove On (1998)
- Sticky Fingered 4 (1998)
- Strap-On Soul Sisters 1 (1998)
- Submission (1998)
- Swap Meat Chicks (II) (1998)
- Sweet Honey Buns 4 (1998)
- World's Luckiest Black Man (1998)
- 24/7 23: See No Evil (1999)
- 24/7 29: Dr. Fine's Playhouse (1999)
- Anything Fo' You (1999)
- Beach Bunnies with Big Brown Eyes 5 (1999)
- Black Blowjob Babes (1999)
- Black Diamond (1999)
- Black Knockers 57 (1999)
- Black Pussy 2 (1999)
- Blowjob Adventures Of Dr. Fellatio 19 (1999)
- Bomb Ass Pussy 4 (1999)
- Boogie Woogie In Da Booty 1 (1999)
- Bootie Deal (1999)
- Booty Talk 6 (1999)
- Booty Talk 8: Bangin Dat Azz (1999)
- Buffy Malibu's Nasty Girls 21 (1999)
- California Cocksuckers 10 (1999)
- Carnal Secrets (1999)
- Caught-on-tape 2 (1999)
- Chocolate Swerve (1999)
- Cumback Pussy 19 (1999)
- Cumm Brothers 21: Return of the Cumm Brothers (1999)
- Cumm Sistas 6 (1999)
- Different Strokes 1: Drool Job Planet (1999)
- Doc's Best Pops 1 (1999)
- Ebony Erotica 1 (1999)
- Fade 2 Black 3 (1999)
- Filthy Talkin' Cocksuckers 4 (1999)
- Filthy Talkin' Cuntlickers 2 (1999)
- Freaks of the Industry 1 (1999)
- Freaks Whoes And Flows 9 (1999)
- Gigolo Drive (1999)
- Hot Bods And Tail Pipe 10 (1999)
- Hot Bods and Tail Pipe 13 (1999)
- I Swallow 2 (1999)
- Indigo Moods (1999)
- Interactive (1999)
- Major League Azz 1 (1999)
- Mo' Booty 9 (1999)
- My Baby Got Back 17 (1999)
- My Baby Got Back 19 (1999)
- Nasty Nymphos 26 (1999)
- Nasty Video Magazine 6 (1999)
- Nurses (1999)
- Prisoner of Sex (1999)
- Psychedelisex (1999)
- Pussy Cartel (1999)
- Pussy Poppers 9 (1999)
- Shut Up and Blow Me 11 (1999)
- Shut Up and Blow Me 12 (1999)
- Sista 10 (1999)
- Smack Dat Ass (1999)
- Sodomized Delinquents 2 (1999)
- Sugarwalls 12 (1999)
- Sunset Cliffs 1 (1999)
- Super Freaks 2: Doin Dat DP Thang (1999)
- There's Something About Jack 1 (1999)
- Trailer Tales 11 (1999)
- Voyeur's Favorite Blowjobs And Anals 3 (1999)
- Watcher (1999)
- Wet Spots 7 (1999)
- XXX Trek: Final Orgasm (1999)
- XXX Trek: The Maneater (1999)
- Assassins (2000)
- Black Itty Bitty Titties 2 (2000)
- Blowjob Fantasies 11 (2000)
- Booty Talk 14: Spunkylennium Party 2000 (2000)
- Booty Talk 19 (2000)
- Champagne's L.A. Sex Edition (2000)
- Creme De La Face 41: Seven Multicultural Sluts And A Fat Girl (2000)
- Creme De La Face 42: Lai Lady Lai (2000)
- Different Strokes 4: Return To Drool Job Planet (2000)
- Hot Chocolate 2 (2000)
- Hot Chocolate 3 (2000)
- In Tha House (2000)
- Rocks That Ass 14: Thunderballs (2000)
- Sexorcist (2000)
- Sista 11 (2000)
- Sista 13 (2000)
- Snoop Dogg's Doggystyle 1 (2000)
- Sugarwalls 22 (2000)
- Sugarwalls Slop Shots (2000)
- Tight-ass Lowriders (2000)
- Tinseltown (2000)
- United Colors Of Ass 6 (2000)
- We Go Deep 5 (2000)
- Afro-centric Pool Party (2001)
- Black Bad Girls 10 (2001)
- Black Pussy Search 2 (2001)
- Black Tongue (2001)
- Chasing The Big Ones 6 (2001)
- Gynatown (2001)
- Hip Hop And Porn Stars (2001)
- Mo' Booty 13 (2001)
- My Baby Got Back 26 (2001)
- Oral Adventures Of Craven Moorehead 6 (2001)
- Oral Adventures Of Craven Moorehead 9 (2001)
- Sexy Sirens (2001)
- Shut Up and Blow Me 26 (2001)
- Sistas On The Wild Side 1 (2001)
- Star Whores: The Phantom Anus (2001)
- To Completion Too (2001)
- Too Nasty To Tame 1 (2001)
- Black and Wild 6 (2002)
- Black Bad Girls 12 (2002)
- Black Head Nurses 1 (2002)
- Cumback Pussy Platinum 1 (2002)
- Get Yo' Orgy On 2 (2002)
- Interracial Cum Facial 1 (2002)
- Iron Maidens 1 (2002)
- My Baby Got Back 28 (2002)
- Pimpin 101 (2002)
- Pussy Fingers 8 (2002)
- Pussy Fingers 9 (2002)
- Sodomania: Slop Shots 11 (2002)
- Supa Deep (2002)
- Teen Sex Party 2 (2002)
- Treach's Naturally Naughty Porno Movie (2002)
- Brown Sugar 2 (2003)
- Chocolate Cream Pie 2 (2003)
- Diva (2003)
- DJ Yella's XXX Gamez 9 (2003)
- Driving Ms. Daisy (2003)
- Droppin' Loads 1 (2003)
- Major League Azz 2 (2003)
- Malibu's Most Hunted 1 (2003)
- Monique's Sexaholics 1 (2003)
- Monster Facials 2 (2003)
- My Baby Got Back 30 (2003)
- Nasty Art 2: Fleshtones (2003)
- Pussyman's American Cocksucking Championship 11 (2003)
- Sex and the Studio 1 (2003)
- Super Freaks Collection (2003)
- 100% Interracial 4 (2004)
- Black Snake Boogie (2004)
- Bomb 5 (2004)
- Chocolate Thunder 1 (2004)
- Double Her Pleasure (II) (2004)
- Droppin' Loads 2 (2004)
- Droppin' Loads 4 (2004)
- First Nutt (2004)
- Get Your Suck On (2004)
- Hood Hoppin' 2 (2004)
- Jim Malibu's Pure Pussy 2 (2004)
- Nasty Art 1: Sexual Strokes (2004)
- Tell Me What You Want 5 (2004)
- XXX Files (2004)
- Adventures of Be the Mask 4 (2005)
- Black Ballin'(2005)
- Brianna Loves Double Anal (2005)
- Hip Hop Debutantes 3 (2005)
- Steele This Dvd (2005)
- Blowjob 2 Blowjob (2006)
- Head (2006)
- Frankencock (2007)
- Big Black Wet Asses 10 (2009)
- Black Booty Worship 3 (2009)
- Intimate Touch 1 (2009)
- Naughty Black Housewives 1 (2009)
- This Isn't Star Trek (2010)